# Unique (armement)
Pour les articles homonymes, voir Unique.
Unique était une marque d'armement française. La fabrique était située à Hendaye en France. C'était la marque commerciale de la Manufacture d'armes des Pyrénées françaises fondée en 1923 à Béhobie sous la forme d'Uria & Arenas Frères par José Uria (1896-1973, originaire du Pays basque espagnol).
Elle ne devint MAPF qu'en 1928 lors de son installation dans la cité hendayaise. Elle demeura familiale ; Antone (1925-1987), José Marie (1924-1989), Josétcho, Jean-Pierre et Philippe Uria se succédant comme PDG. 
Vers la fin de son existence, pendant une dizaine d'années, la société connaîtra une situation difficile, due à la difficulté du commerce des armes et de la pratique du tir sportif sur le territoire national. Ces difficultés auront des conséquences sur le vieillissement du parc machines. Néanmoins l'excellence du personnel d'exécution et sa connaissance de ces machines anciennes permettait encore la réalisation de canons de haute précision. 
On notera que l'une des particularités de la société UNIQUE, était la fabrication de canons en acier inoxydable, dont le comportement, la réaction,  lors du tir (déclenchement de l'explosion, transit de la balle) étaient reconnus comme des facteurs important de réussite.
En 1998 les difficultés financières s'aggravant, la société est sur le point de disparaître. Informé de la probable disparition de l'entreprise à court terme, Jean-Luc MARC, un spécialiste du Marketing et de l'innovation,  créateur de très nombreux produits dans d'autres domaines, décide de tenter l'aventure et de tenter de sauver l'entreprise. La MAPF prend le nom de sa marque commerciale et devient "UNIQUE". 
De fait, l'activité va continuer pendant trois années, avec comme point d'orgue la création de la carabine X CONCEPT. Jean-Luc MARC constitue une équipe qui rassemble, en plus des techniciens de l'entreprise, le champion Olympique et multi-médaillé Jean-Pierre AMAT (champion olympique, champion du monde et trois fois champion d’Europe, entre autres..)  et le designer Pierre Jouanneau, un brillant professionnel qui accompagnait Mr MARC depuis de nombreuses années dans d'autres domaines. Ensemble ils vont créer une carabine aux qualités ergonomiques exceptionnelles. On doit bien sûr en premier lieu cette création à l'immense expérience de Jean-Pierre Amat. Cependant l'intervention du Designer Pierre Jouanneau sera également fondamentale. Il saura mettre "en musique" les idées et le ressenti du grand champion.
A la surprise générale, à peine sortie d'usine, cette nouvelle carabine remporte la médaille d'or aux Jeux olympiques d'été de 2000 à Sydney au tir à la carabine à trois positions sur la distance de 50 mètres, entre les mains du tireur slovène Rajmon Debevec.
Il faut malheureusement se rendre à l'évidence. L'entreprise est malade de son grand âge. Le réveil est trop tardif et les dommages causés par le non renouvellement de la plus grande partie du parc de machines sont importants. Pour créer la crosse de la X Concept il a fallu faire appel à des sous-traitants, habituellement habitués aux travaux pour l'industrie aéronautique. Les locaux sont mal adaptés et l'équilibre financier de l'entreprise restera fragile. La fabrique d'Hendaye a fermé en 2001.[réf. souhaitée]
La marque est utilisée par la société FMR (Pantin) depuis plusieurs années mais on peut noter qu'elle a fait l'objet d'un dépôt auprès de l'institut national de la propriété industrielle le 5 août 2009 par une personne physique, Eric Berthillier.

## Clients
Les armes Unique furent vendues aux tireurs sportifs, aux chasseurs, mais aussi à l'Armée française, aux polices municipales, à la Police nationale, aux douanes, à l'Office National des Forêts et aux officiers de la Wehrmacht.

## Pistolets de poche, de police et de guerre
- Unique Modèle 10, et ses dérivés quasi identiques Modèles 11 et 12, cal 6,35
- Unique Modèle 15 : pistolet compact dérivé du Ruby llama (meilleure finition). Fabriqué durant l'Entre-deux-guerres, il tire le 7,65 Browning, chargeur 6 coups.
- Unique Modèle 16 : pistolet de défense dérivé du Ruby llama, chargeur 7 coups.
- Unique Modèle 17
- Unique Modèle 18 : pistolet de défense dérivé du Ruby llama (carcasse et ergonomie) et Browning 1910 (culasse). Fabriqué durant l'Entre-deux-guerres, il tire le 7,65 Browning.
- Unique Modèle 19
- Unique Modèle 20
- Unique Modèle 21
- Unique Modèle C
- Unique Modèle C2 :  pistolet de défense dérivé de l'Unique Modèle C, il en diffère principalement par un chargeur plus petit.
- Unique Modèle F :  pistolet de défense dérivé de l'Unique Modèle C. Fabriqué à partir de 1951, il tire le 9 mm court.
- Unique Modèle Fr 51 : pistolet de défense dérivé de l'Unique Rr 51 Police. Fabriqué à partir de 1951, il tire le 9 mm court.
- Unique Modèle Ld/Lc/Lf, calibre .22 Long Rifle, 7,65mm Browning et 9mm Court
- Unique Modèle R17
- Unique Rr 51 Police Unique Modele 52  Cal 22 L.r.
- Unique Modèle Mikros, calibre .22 Court et 6,35mm Browning

## Pistolets de sport
- Unique Modèles D (D1 à D6, diffèrent par leur longueur de canon), calibre .22 Long Rifle
- Unique Modèles E (E1 à E4, diffèrent par leur longueur de canon), identiques aux modèles D, mais en calibre .22 Court
- Unique Modèle DES 69, calibre .22 Long Rifle
- Unique Modèle DES 69 U, calibre .22 Long Rifle
- Unique Modèle DES 96 U, calibre .22 Long Rifle
- Unique Modèle DES 32U, calibre .32 S&W Long Wadcutter
- Unique Modèle DES-VO, calibre .22 Court
- Unique Modèle DES 823 U, calibre .22 Court
- Unique Modèle DES 2000 U, calibre .22 Court

## Carabines de tir sportif
- Match 66
- Biathlon T791
- T2000 carabine standard, calibre .22 Long Rifle
- T2000 carabine libre, calibre .22 Long Rifle
- T2000 carabine libre légère, calibre .22 Long Rifle
- T3000 carabine standard, calibre 6BR
- T3000 carabine libre, calibre 6BR
- X-concept

## Carabines de tir de loisir
- T dioptra
- T audax
- V 49
- X51
- X51 bis
- G21
- F11, réplique du FAMAS F-1 en calibre .22LR[3].